# Cruz Alta
Cruz Alta là một đô thị thuộc bang Rio Grande do Sul, Brasil. Đô thị này có diện tích 1360,373 km², dân số năm 2007 là 63450 người, mật độ 46,64 người/km².